# Argentina en la Copa Mundial de Fútbol de 2010
La selección de Argentina fue uno de los 32 equipos participantes en la Copa Mundial de Fútbol de 2010. El torneo se llevó a cabo del 11 de junio al 11 de julio en Sudáfrica.
Comenzó las eliminatorias sudamericanas entrenada por Alfio Basile. Los malos rendimientos hicieron que El Coco renunciara a su cargo luego de 10 fechas. Para reemplazarlo fue elegido Diego Armando Maradona, que con algo de sufrimiento logró clasificar a su país en la última fecha al ganarle a Uruguay, a su 15º Copa Mundial de la FIFA.
En el sorteo quedó emparejada en el Grupo B junto con las selecciones de Nigeria, Corea del Sur y Grecia. Poco tiempo atrás había escogido como cuartel una universidad ubicada en Pretoria y el sorteo la favoreció por las cercanías entre las ciudades en las que debía jugar sus respectivos partidos.
Durante el mundial su buen juego hizo ilusionar al país. Las victorias sobre Nigeria, Corea del Sur y Grecia le dieron puntaje ideal (9 puntos) y fue el mejor equipo de los 32 en la fase inicial.
En octavos de final el rival fue México, segunda del Grupo A. La Albiceleste bajó un poco el nivel pero pudo superar a Los Aztecas y se metió en cuartos. En esa instancia el contrincante era el mismo que el mundial pasado, Alemania. En este partido Argentina mostró un mal juego nuevamente y fue eliminada con un 4-0 contundente que rompió el sueño de salir campeón luego de 24 años de sequía.

## Clasificación

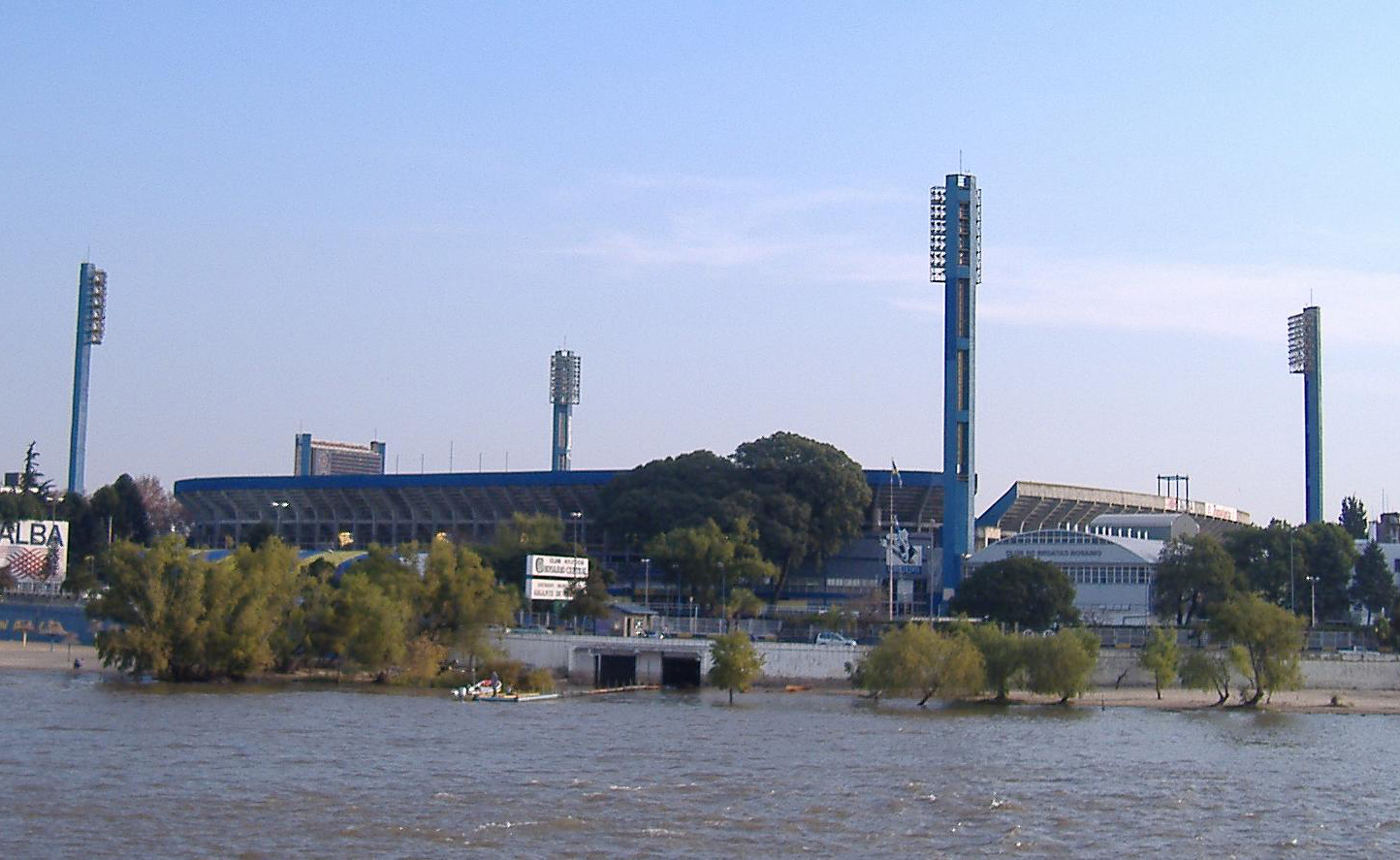
El Gigante de Arroyito estadio donde se jugó con Brasil.

Bajo el mando del experimentado entrenador Alfio Basile la Argentina comenzó muy bien las eliminatorias. Ganó sus tres primeros partidos pero tropezó en el cuarto ante Colombia. Desde ese encuentro no pudo vencer en sus cuatro siguientes confrontaciones (todos empates) y Basile empezó a caminar por la cuerda floja. La victoria sobre la escuadra de Uruguay en el final de la primera ronda, le dio un poco más de aire al técnico pero sucumbió en la fecha siguiente, el 15 de octubre de 2008 después de perder con Chile.
El 5 de noviembre de 2008 Diego Armando Maradona asumió la dirección técnica, y cinco meses y medio después de la ida de Basile, dirigió su primer partido por eliminatorias. Todo parecía marchar bien después de la goleada a Venezuela, sin embargo cayó 6-1 con Bolivia en La Paz. Esta derrota es la más abultada que haya recibido Argentina en la historia junto con la de Checoslovaquia en el año 1958.
Tras ganarle a Colombia en Buenos Aires y perder con Ecuador se decidió cambiar la localía. Rosario fue elegida como sede para enfrentar a Brasil argumentando que el aliento de la gente se siente más en el Gigante de Arroyito. No obstante, la Argentina volvió a perder mostrando un mal juego. Y como si esto fuera poco, Paraguay le dio otro golpe en Asunción.
Estas derrotas posicionaron a La albiceleste en el quinto lugar y hasta el momento tenía que jugar un repechaje con un equipo de la Concacaf. Con muchas críticas el equipo debía jugar las dos últimas fechas de eliminatorias y clasificarse para el mundial. En el partido ante Perú, Argentina se adelantó en el marcador por medio de Gonzalo Higuaín pero a pocos minutos del cierre, La Blanquirroja logró el empate que parecía final. Ya en el tiempo adicionado pasó lo impensado. Martín Palermo, bajo una lluvia torrencial puso al frente a Argentina y se convirtió en el héroe. En otro partido Ecuador perdió en su tierra con Uruguay, pasando La Albiceleste a ocupar el cuarto puesto a una fecha del cierre.
Frente a Uruguay en un encuentro en el que ninguno de los dos debía perder, Mario Bolatti estampó el 1-0, el desahogo de todo un país y la angustiosa clasificación.

### Tabla de posiciones
| Pos. | Selección | Pts | PJ | PG | PE | PP | GF | GC | Dif. |
| ---- | --------- | --- | -- | -- | -- | -- | -- | -- | ---- |
| 1.   | Brasil    | 34  | 18 | 9  | 7  | 2  | 33 | 11 | +22  |
| 2.   | Chile     | 33  | 18 | 10 | 3  | 5  | 32 | 22 | +10  |
| 3.   | Paraguay  | 33  | 18 | 10 | 3  | 5  | 24 | 16 | +8   |
| 4.   | Argentina | 28  | 18 | 8  | 4  | 6  | 23 | 20 | +3   |
| 5.   | Uruguay   | 24  | 18 | 6  | 6  | 6  | 28 | 20 | +8   |
| 6.   | Ecuador   | 23  | 18 | 6  | 5  | 7  | 22 | 26 | –4   |
| 7.   | Colombia  | 23  | 18 | 6  | 5  | 7  | 14 | 18 | –4   |
| 8.   | Venezuela | 22  | 18 | 6  | 4  | 8  | 23 | 29 | –6   |
| 9.   | Bolivia   | 15  | 18 | 4  | 3  | 11 | 22 | 36 | –14  |
| 10.  | Perú      | 13  | 18 | 3  | 4  | 11 | 11 | 34 | –23  |

### Partidos
| Fecha                    | Lugar          | Jornada |           | Resultado |           |
| ------------------------ | -------------- | ------- | --------- | --------- | --------- |
| 13 de octubre de 2007    | Buenos Aires   | 1       | Argentina | 2:0 (2:0) | Chile     |
| 16 de octubre de 2007    | Maracaibo      | 2       | Venezuela | 0:2 (0:2) | Argentina |
| 17 de noviembre de 2007  | Buenos Aires   | 3       | Argentina | 3:0 (1:0) | Bolivia   |
| 20 de noviembre de 2007  | Bogotá         | 4       | Colombia  | 2:1 (0:1) | Argentina |
| 15 de junio de 2008      | Buenos Aires   | 5       | Argentina | 1:1 (0:0) | Ecuador   |
| 18 de junio de 2008      | Belo Horizonte | 6       | Brasil    | 0:0       | Argentina |
| 6 de septiembre de 2008  | Buenos Aires   | 7       | Argentina | 1:1 (0:1) | Paraguay  |
| 10 de septiembre de 2008 | Lima           | 8       | Perú      | 1:1 (0:0) | Argentina |
| 11 de octubre de 2008    | Buenos Aires   | 9       | Argentina | 2:1 (2:1) | Uruguay   |
| 15 de octubre de 2008    | Santiago       | 10      | Chile     | 1:0 (1:0) | Argentina |
| 28 de marzo de 2009      | Buenos Aires   | 11      | Argentina | 4:0 (1:0) | Venezuela |
| 1 de abril de 2009       | La Paz         | 12      | Bolivia   | 6:1 (3:1) | Argentina |
| 6 de junio de 2009       | Buenos Aires   | 13      | Argentina | 1:0 (0:0) | Colombia  |
| 10 de junio de 2009      | Quito          | 14      | Ecuador   | 2:0 (0:0) | Argentina |
| 5 de septiembre de 2009  | Rosario        | 15      | Argentina | 1:3 (0:2) | Brasil    |
| 9 de septiembre de 2009  | Asunción       | 16      | Paraguay  | 1:0 (1:0) | Argentina |
| 10 de octubre de 2009    | Buenos Aires   | 17      | Argentina | 2:1 (0:0) | Perú      |
| 14 de octubre de 2009    | Montevideo     | 18      | Uruguay   | 0:1 (0:0) | Argentina |

### Goleadores
Los goleadores de la Selección Argentina durante las clasificatorias fueron Sergio Agüero, Lionel Messi, Juan Román Riquelme con 4 tantos cada uno. Mientras que otros 11 jugadores tuvieron una anotación. En tanto, Gabriel Heinze fue el único jugador que hizo un gol en contra en el primer partido ante la Selección de Paraguay.
Argentina fue en estas eliminatorias la Selección con más jugadores que anotaron goles y una de las que más hicieron con 23 en total.
| #     | Jugador             | Anotado | PJ | Prom. | Jugada | Cabeza | Tiro libre | Penal |
| ----- | ------------------- | ------- | -- | ----- | ------ | ------ | ---------- | ----- |
| 1     | Juan Román Riquelme | 4       | 9  | 0.44  | 1      | 0      | 3          | 0     |
|       | Sergio Agüero       | 4       | 12 | 0.33  | 3      | 1      | 0          | 0     |
|       | Lionel Messi        | 4       | 18 | 0.22  | 3      | 1      | 0          | 0     |
| 2     | Mario Bolatti       | 1       | 1  | 1     | 1      | 0      | 0          | 0     |
|       | Lucho González      | 1       | 1  | 1     | 1      | 0      | 0          | 0     |
|       | Jesús Dátolo        | 1       | 2  | 0.5   | 1      | 0      | 0          | 0     |
|       | Gonzalo Higuaín     | 1       | 2  | 0.5   | 1      | 0      | 0          | 0     |
|       | Rodrigo Palacio     | 1       | 2  | 0.5   | 1      | 0      | 0          | 0     |
|       | Martín Palermo      | 1       | 2  | 0.5   | 1      | 0      | 0          | 0     |
|       | Gabriel Milito      | 1       | 4  | 0.25  | 0      | 1      | 0          | 0     |
|       | Daniel Alberto Díaz | 1       | 6  | 0.17  | 1      | 0      | 0          | 0     |
|       | Esteban Cambiasso   | 1       | 8  | 0.13  | 1      | 0      | 0          | 0     |
|       | Maxi Rodríguez      | 1       | 8  | 0.13  | 1      | 0      | 0          | 0     |
|       | Carlos Tévez        | 1       | 12 | 0.08  | 1      | 0      | 0          | 0     |
|       | En propia puerta    | 0       | 18 | 0     | 0      | 0      | 0          | 0     |
| Total | Total               | 23      | 18 | 1.28  | 17     | 3      | 3          | 0     |

## Preparación

### Partidos previos
La selección disputó siete encuentros amistosos previos al Mundial, de los cuales ganó cinco y perdió dos. Los partidos ante Costa Rica, Jamaica y Haití los encaró solamente con jugadores que militaban en clubes de la Primera División de Argentina.
El primer partido fue ante España el 14 de noviembre de 2009. El resultado final fue una derrota por 2 a 1. El 22 de diciembre sufrió un duro golpe tras caer inesperadamente por 4 a 2 ante la Selección de Cataluña. Una curiosidad de este partido fue que el técnico Diego Maradona lo vio desde el palco ya que se encontraba suspendido por la FIFA.
En enero de 2010 disputó ante Costa Rica el tercer encuentro de preparación siendo éste una victoria por 3-2, y el 10 de febrero, le ganó con lo justo a Jamaica con sendos goles agónicos de Martín Palermo e Ignacio Canuto.
El 3 de marzo en Múnich, la albiceleste venció a Alemania con un gol de Gonzalo Higuaín. Esta victoria generó un mayor entusiasmo en los hinchas porque se le ganó a una selección importante. Un mes después, goleo a Haití por 4 a 0 concluyendo la serie de amistosos previos al certamen mundial, donde jugó Ariel Ortega tras 7 años sin apariciones con la selección argentina. Este partido fue considerado como la despedida de Ortega de la selección argentina.
El último partido fue el de despedida jugado en el Estadio Monumental de Buenos Aires con los 23 convocados. La victoria final fue por 5 a 0 con dos goles de Maxi Rodríguez y uno de Ángel Di María, Carlos Tévez y Sergio Agüero.
Datos correspondientes al periodo entre la finalización de la Copa América 2007 y el inicio de la Copa Mundial de Fútbol de 2010
| Fecha                    | Lugar           | Competición         |                |                           | Resultado |                       |            |
| ------------------------ | --------------- | ------------------- | -------------- | ------------------------- | --------- | --------------------- | ---------- |
| 22 de agosto de 2007     | Oslo            | Amistoso            | Noruega        | Bandera de Noruega        | 2:1 (1:0) | Bandera de Argentina  | Argentina  |
| 11 de septiembre de 2007 | Melbourne       | Amistoso            | Australia      | Bandera de Australia      | 0:1 (0:0) | Bandera de Argentina  | Argentina  |
| 26 de marzo de 2008      | El Cairo        | Amistoso            | Egipto         | Bandera de Egipto         | 0:2 (0:0) | Bandera de Argentina  | Argentina  |
| 4 de junio de 2008       | San Diego       | Amistoso            | México         | Bandera de México         | 1:4 (0:3) | Bandera de Argentina  | Argentina  |
| 8 de junio de 2008       | East Rutherford | Amistoso            | Estados Unidos | Bandera de Estados Unidos | 0:0       | Bandera de Argentina  | Argentina  |
| 20 de agosto de 2008     | Minsk           | Amistoso            | Bielorrusia    | Bandera de Bielorrusia    | 0:0       | Bandera de Argentina  | Argentina  |
| 19 de noviembre de 2008  | Glasgow         | Amistoso            | Escocia        | Bandera de Escocia        | 0:1 (0:1) | Bandera de Argentina  | Argentina  |
| 11 de febrero de 2009    | Marsella        | Amistoso            | Francia        | Bandera de Francia        | 0:2 (0:1) | Bandera de Argentina  | Argentina  |
| 20 de mayo de 2009       | Santa Fe        | Amistoso            | Argentina      | Bandera de Argentina      | 3:1 (2:1) | Bandera de Panamá     | Panamá     |
| 12 de agosto de 2009     | Moscú           | Amistoso            | Rusia          | Bandera de Rusia          | 2:3 (1:1) | Bandera de Argentina  | Argentina  |
| 30 de septiembre de 2009 | Córdoba         | Amistoso            | Argentina      | Bandera de Argentina      | 2:0 (0:0) | Bandera de Ghana      | Ghana      |
| 14 de noviembre de 2009  | Madrid          | Amistoso            | España         | Bandera de España         | 2:1 (1:0) | Bandera de Argentina  | Argentina  |
| 22 de diciembre de 2009  | Barcelona       | Amistoso no oficial | Cataluña       | Bandera de Cataluña       | 4:2 (1:0) | Bandera de Argentina  | Argentina  |
| 26 de enero de 2010      | San Juan        | Amistoso            | Argentina      | Bandera de Argentina      | 3:2 (2:1) | Bandera de Costa Rica | Costa Rica |
| 10 de febrero de 2010    | Buenos Aires    | Amistoso            | Argentina      | Bandera de Argentina      | 2:1 (0:0) | Bandera de Jamaica    | Jamaica    |
| 3 de marzo de 2010       | Múnich          | Amistoso            | Alemania       | Bandera de Alemania       | 0:1 (0:1) | Bandera de Argentina  | Argentina  |
| 5 de mayo de 2010        | Cutral Co       | Amistoso            | Argentina      | Bandera de Argentina      | 4:0 (2:0) | Bandera de Haití      | Haití      |
| 24 de mayo de 2010       | Buenos Aires    | Amistoso            | Argentina      | Bandera de Argentina      | 5:0 (3:0) | Bandera de Canadá     | Canadá     |

#### Noruega vs. Argentina
| 21 de agosto de 2007 | Noruega               | 2:1 (1:0) | Argentina     | Ullevaal Stadion, Oslo                                    |                                                           |
| 19:00 (UTC+2)        | Carew 11' (pen.), 57' | Reporte   | Rodríguez 83' | Asistencia: 23 932 espectadores Árbitro(s): Darko Čeferin | Asistencia: 23 932 espectadores Árbitro(s): Darko Čeferin |

| Uniformes | Uniformes |
| --------- | --------- |
|           |           |

#### Australia vs. Argentina
| 11 de septiembre de 2007 | Australia | 0:1 (0:0) | Argentina      | Melbourne Cricket Ground, Melbourne                            |                                                                |
| 19:30 (UTC+10)           |           | Reporte   | Demichelis 49' | Asistencia: Sin datos sobre espectadores Árbitro(s): Mike Dean | Asistencia: Sin datos sobre espectadores Árbitro(s): Mike Dean |

| Uniformes | Uniformes |
| --------- | --------- |
|           |           |

#### Egipto vs. Argentina
| 25 de marzo de 2008 | Egipto | 0:2 (0:0) | Argentina                 | Estadio Internacional, El Cairo                                      |                                                                      |
|                     |        | Reporte   | Agüero 65' · Burdisso 84' | Asistencia: Sin datos sobre espectadores Árbitro(s): Djamel Haimoudi | Asistencia: Sin datos sobre espectadores Árbitro(s): Djamel Haimoudi |

| Uniformes | Uniformes |
| --------- | --------- |
|           |           |

#### México vs. Argentina
| 4 de junio de 2008 | México    | 1:4 (0:3) | Argentina                                             | Qualcomm Stadium, San Diego                                           |                                                                       |
|                    | Zinha 61' | Reporte   | Burdisso 11' · Messi 17' · Rodríguez 29' · Agüero 71' | Asistencia: Sin datos sobre espectadores Árbitro(s): Mauricio Navarro | Asistencia: Sin datos sobre espectadores Árbitro(s): Mauricio Navarro |

| Uniformes | Uniformes |
| --------- | --------- |
|           |           |

#### Estados Unidos vs. Argentina
| 8 de junio de 2008 | Estados Unidos | 0:0     | Argentina | Giants Stadium, East Rutherford                                   |                                                                   |
|                    |                | Reporte |           | Asistencia: Sin datos sobre espectadores Árbitro(s): Joel Aguilar | Asistencia: Sin datos sobre espectadores Árbitro(s): Joel Aguilar |

| Uniformes | Uniformes |
| --------- | --------- |
|           |           |

#### Bielorrusia vs. Argentina
| 20 de agosto de 2008 | Bielorrusia | 0:0     | Argentina | Estadio Dinamo, Minsk                                                  |                                                                        |
|                      |             | Reporte |           | Asistencia: Sin datos sobre espectadores Árbitro(s): Stanislav Sukhina | Asistencia: Sin datos sobre espectadores Árbitro(s): Stanislav Sukhina |

| Uniformes | Uniformes |
| --------- | --------- |
|           |           |

#### Escocia vs. Argentina
| 19 de noviembre de 2008 | Escocia | 0:1 (0:1) | Argentina    | Hampden Park, Glasgow                                            |                                                                  |
|                         |         | Reporte   | Rodríguez 8' | Asistencia: Sin datos sobre espectadores Árbitro(s): Felix Brych | Asistencia: Sin datos sobre espectadores Árbitro(s): Felix Brych |

| Uniformes | Uniformes |
| --------- | --------- |
|           |           |

#### Francia vs. Argentina
| 11 de febrero de 2009 | Francia | 0:2 (0:1) | Argentina                 | Stade Vélodrome, Marsella                                           |                                                                     |
|                       |         | Reporte   | Gutiérrez 40' · Messi 83' | Asistencia: Sin datos sobre espectadores Árbitro(s): Jonas Eriksson | Asistencia: Sin datos sobre espectadores Árbitro(s): Jonas Eriksson |

| Uniformes | Uniformes |
| --------- | --------- |
|           |           |

#### Argentina vs. Panamá
| 20 de mayo de 2009 | Argentina                           | 3:1 (2:1) | Panamá       | Estadio Brigadier Estanislao López, Santa Fe                         |                                                                      |
|                    | Defederico 27' · Bergessio 39', 84' | Reporte   | Barahona 29' | Asistencia: Sin datos sobre espectadores Árbitro(s): Jorge Antequera | Asistencia: Sin datos sobre espectadores Árbitro(s): Jorge Antequera |

| Uniformes | Uniformes |
| --------- | --------- |
|           |           |

#### Rusia vs. Argentina
| 12 de agosto de 2009 | Rusia                          | 2:3 (1:1) | Argentina                           | Estadio Lokomotiv, Moscú                                                |                                                                         |
|                      | Semshov 17' · Pavliuchenko 78' | Reporte   | Agüero 45' · López 46' · Dátolo 59' | Asistencia: Sin datos sobre espectadores Árbitro(s): Frank De Bleeckere | Asistencia: Sin datos sobre espectadores Árbitro(s): Frank De Bleeckere |

| Uniformes | Uniformes |
| --------- | --------- |
|           |           |

#### Argentina vs. Ghana
| 1 de octubre de 2009 | Argentina        | 2:0 (2:0) | Ghana | Estadio Chateau Carreras, Córdoba                                  |                                                                    |
|                      | Palermo 28', 39' | Reporte   |       | Asistencia: Sin datos sobre espectadores Árbitro(s): Enrique Osses | Asistencia: Sin datos sobre espectadores Árbitro(s): Enrique Osses |

| Uniformes | Uniformes |
| --------- | --------- |
|           |           |

#### España vs. Argentina
| 14 de noviembre de 2009 | España                 | 2:1 (1:0) | Argentina        | Estadio Vicente Calderón, Madrid                       |                                                        |
|                         | Alonso 16', 86' (pen.) | Reporte   | Messi 61' (pen.) | Asistencia: 54 000 espectadores Árbitro(s): Alan Kelly | Asistencia: 54 000 espectadores Árbitro(s): Alan Kelly |

| Uniformes | Uniformes |
| --------- | --------- |
|           |           |

#### Cataluña vs. Argentina
| 22 de diciembre de 2009 | Cataluña                                                   | 4:2 (1:0) | Argentina                  | Camp Nou, Barcelona                                         |                                                             |
|                         | García 43' · Krkić 55' · González 69' (pen.) · Hurtado 75' |           | Pastore 62' · Di María 71' | Asistencia: 40 000 espectadores Árbitro(s): Alfonso Álvarez | Asistencia: 40 000 espectadores Árbitro(s): Alfonso Álvarez |

| Uniformes | Uniformes |
| --------- | --------- |
|           |           |

#### Argentina vs. Costa Rica
| 26 de enero de 2010 | Argentina                          | 3:2 (2:1) | Costa Rica                   | Estadio Ingeniero Hilario Sánchez, San Juan                 |                                                             |
|                     | Sosa 12' · Burdisso 38' · Jara 79' | Reporte   | Barrantes 20' · Madrigal 76' | Asistencia: 16 000 espectadores Árbitro(s): Carlos Amarilla | Asistencia: 16 000 espectadores Árbitro(s): Carlos Amarilla |

| Uniformes | Uniformes |
| --------- | --------- |
|           |           |

#### Argentina vs. Jamaica
| 10 de febrero de 2010 | Argentina                  | 2:1 (0:0) | Jamaica        | Estadio José María Minella, Mar del Plata                      |                                                                |
|                       | Palermo 84' · Canuto 90+3' | Reporte   | R. Johnson 46' | Asistencia: 20 000 espectadores Árbitro(s): Víctor Hugo Rivera | Asistencia: 20 000 espectadores Árbitro(s): Víctor Hugo Rivera |

| Uniformes | Uniformes |
| --------- | --------- |
|           |           |

#### Alemania vs. Argentina
| 3 de marzo de 2010 | Alemania | 0:1 (0:1) | Argentina   | Allianz Arena, Múnich                                       |                                                             |
| 20:45 (UTC+1)      |          | Reporte   | Higuaín 45' | Asistencia: 65 152 espectadores Árbitro(s): Martin Atkinson | Asistencia: 65 152 espectadores Árbitro(s): Martin Atkinson |

| Uniformes | Uniformes |
| --------- | --------- |
|           |           |

#### Argentina vs. Haití
| 5 de mayo de 2010 | Argentina                                     | 4:0 (2:0) | Haití | Estadio Coloso del Ruca Quimey, Cutral Co                 |                                                           |
|                   | Bertoglio 33', 55' · Palermo 42' · Blanco 50' | Reporte   |       | Asistencia: 16 500 espectadores Árbitro(s): Enrique Osses | Asistencia: 16 500 espectadores Árbitro(s): Enrique Osses |

| Uniformes | Uniformes |
| --------- | --------- |
|           |           |

#### Argentina vs. Canadá
| 24 de mayo de 2010 | Argentina                                                  | 5:0 (3:0) | Canadá | Estadio Monumental, Buenos Aires                               |                                                                |
|                    | Rodríguez 15', 31' · Di María 36' · Tévez 62' · Agüero 71' | Reporte   |        | Asistencia: 52 000 espectadores Árbitro(s): Víctor Hugo Rivera | Asistencia: 52 000 espectadores Árbitro(s): Víctor Hugo Rivera |

| Uniformes | Uniformes |
| --------- | --------- |
|           |           |

## Uniforme
En noviembre de 2009 fue presentado el nuevo uniforme de la Selección Argentina. En la presentación estuvieron el presidente de la AFA Julio Grondona y Juan Sebastián Verón.
El uniforme titular cuenta con las tradicionales rayas paradas paralelas celestes y blancas. En la parte superior de atrás se agregó un sol rodeado con una de las frases del Himno Nacional Argentino: "Coronados de gloria vivamos, o juremos con gloria morir". El borde del escudo tiene color azul, como el de la camiseta del Mundial de México '86.

Una novedad fue que se incorporó la Tecnología Techfit y ClimaCool, con corte tradicional lo que le permite al jugador tener un equipo de juego adecuado al clima. Otra novedad es que el futbolista podrá elegir para salir a la cancha una camiseta ajustada al cuerpo o suelta.
En tanto, Verón, único jugador presente añadió: "La camiseta de la selección siempre es muy linda, ojalá que la pueda usar muchas veces".
En la derrota con España el 14 de noviembre se estrenó la camiseta por primera vez.

### Oficial

#### Manga corta
| Opción 1 | Opción 2 | Opción 3 | Opción 4 | Opción 5 | Opción 6 | Opción 7 | Opción 8 | Opción 9 |

#### Manga larga
| Opción 1 | Opción 2 | Opción 3 | Opción 4 | Opción 5 | Opción 6 | Opción 7 | Opción 8 | Opción 9 |

### Alternativo

#### Manga corta
| Opción 1 | Opción 2 | Opción 3 | Opción 4 | Opción 5 | Opción 6 | Opción 7 | Opción 8 | Opción 9 |

#### Manga larga
| Opción 1 | Opción 2 | Opción 3 | Opción 4 | Opción 5 | Opción 6 | Opción 7 | Opción 8 | Opción 9 |

### Portero
| Opción 1 | Opción 2 | Opción 3 |

### Entrenamiento
|  |

### Cuerpo técnico
|  |

## Plantel

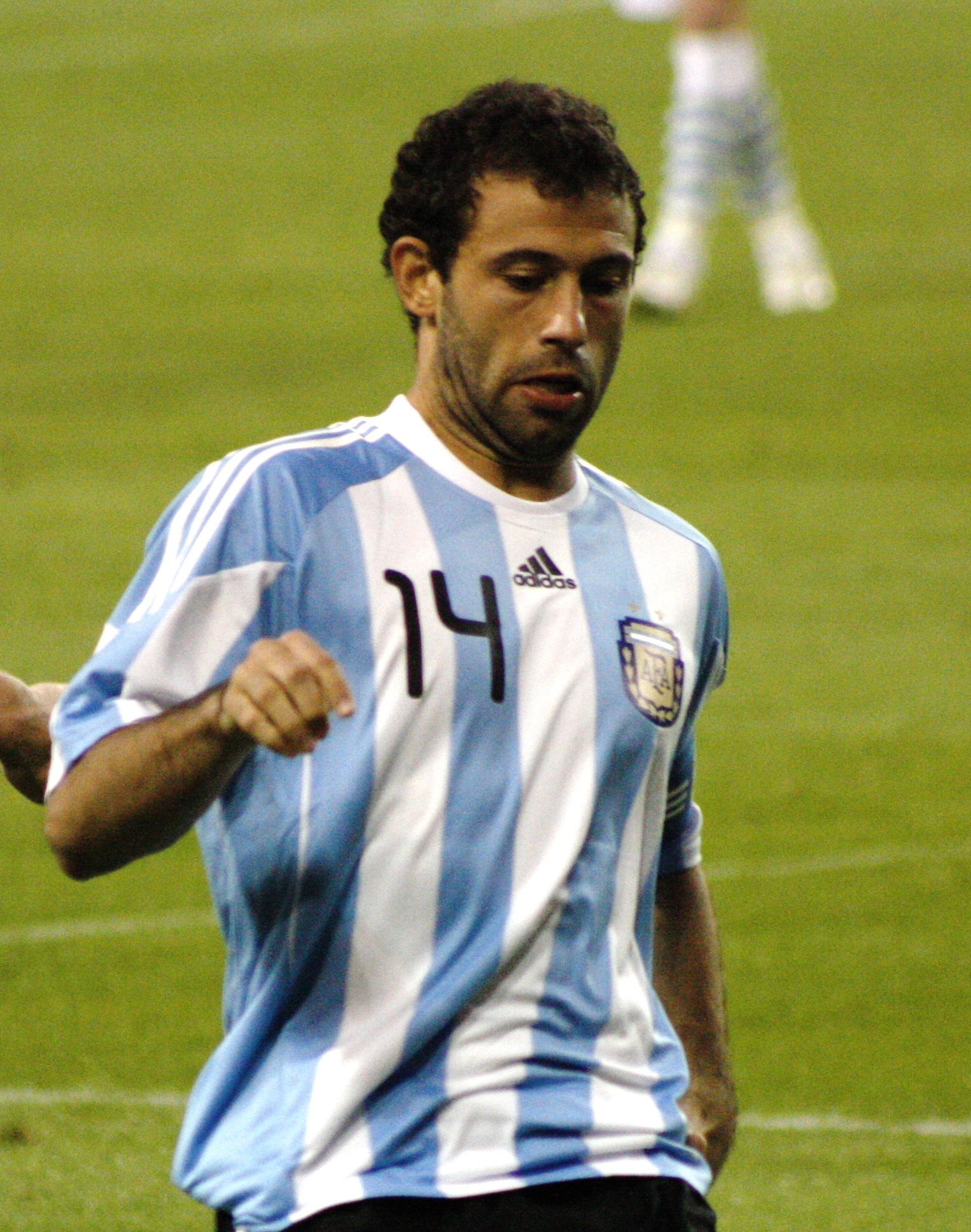
Javier Mascherano, capitán del equipo.

El 11 de mayo de 2010, el técnico Diego Maradona dio a conocer una lista de 30 jugadores pre-seleccionables para la Copa del Mundo. En esta fueron incluidos jugadores que no estaban en la mente de muchos como Sebastián Blanco, Juan Manuel Insaurralde y Ariel Garcé, como la máxima sorpresa. Mientras que Javier Zanetti y Esteban Cambiasso (jugadores del Inter de Milán), Juan Román Riquelme (jugador de Boca Juniors) y Fernando Gago (jugador del Real Madrid) no fueron tenidos en cuenta. En tanto, en el puesto de tercer arquero Diego Pozo le ganó la pulseada a Adrián Gabbarini.

### Lista preliminar
El día 19 de mayo, Maradona confirmó los 23 jugadores que representarían a la Selección Argentina. Los siete que quedaron al margen fueron: Fabricio Coloccini, Juan Manuel Insaurralde, Juan Mercier, José Sosa, Jesús Dátolo, Sebastián Blanco y Ezequiel Lavezzi.
| N.º |                                         | Nombre                  | Posición       | Edad    | PJ | G | Equipo             |
| --- | --------------------------------------- | ----------------------- | -------------- | ------- | -- | - | ------------------ |
| -   | Bandera de la Provincia de Córdoba      | Fabricio Coloccini      | Defensa        | 28 años | 33 | 1 | Newcastle United   |
| -   | Bandera de la Provincia del Chaco       | Juan Manuel Insaurralde | Defensa        | 25 años | 2  | 0 | Newell's Old Boys  |
| -   | Bandera de la Provincia de Buenos Aires | Jesús Dátolo            | Centrocampista | 26 años | 3  | 2 | Napoli             |
| -   | Bandera de la Provincia de Santa Fe     | José Sosa               | Centrocampista | 24 años | 6  | 1 | Bayern Múnich      |
| -   | Bandera de la Provincia de Buenos Aires | Juan Mercier            | Centrocampista | 30 años | 3  | 0 | Argentinos Juniors |
| -   | Bandera de la Provincia de Santa Fe     | Ezequiel Lavezzi        | Delantero      | 25 años | 6  | 0 | Napoli             |
| -   | Bandera de la Provincia de Buenos Aires | Sebastián Blanco        | Delantero      | 22 años | 2  | 1 | Lanús              |

### Lista final
Datos correspondientes al día de inicio del torneo
| N.º |                                         | Nombre                | Posición       | Edad    | PJ | G  | Equipo                  |
| --- | --------------------------------------- | --------------------- | -------------- | ------- | -- | -- | ----------------------- |
| 1   | Bandera de la Provincia de Mendoza      | Diego Pozo            | Guardameta     | 32 años | 3  | 0  | Colón                   |
| 21  | Bandera de la Ciudad de Buenos Aires    | Mariano Andújar       | Guardameta     | 26 años | 4  | 0  | Catania                 |
| 22  | Bandera de la Provincia de Misiones     | Sergio Romero         | Guardameta     | 23 años | 6  | 0  | AZ Alkmaar              |
| 2   | Bandera de la Provincia de Córdoba      | Martín Demichelis     | Defensa        | 29 años | 25 | 1  | Bayern Múnich           |
| 3   | Bandera de la Ciudad de Buenos Aires    | Clemente Rodríguez    | Defensa        | 28 años | 12 | 0  | Estudiantes de La Plata |
| 4   | Bandera de la Provincia de Córdoba      | Nicolás Burdisso      | Defensa        | 29 años | 29 | 2  | Roma                    |
| 6   | Bandera de la Provincia de Entre Ríos   | Gabriel Heinze        | Defensa        | 32 años | 64 | 2  | Olympique de Marsella   |
| 12  | Bandera de la Provincia de Buenos Aires | Ariel Garcé           | Defensa        | 30 años | 4  | 0  | Colón                   |
| 13  | Bandera de la Provincia de Córdoba      | Walter Samuel         | Defensa        | 32 años | 54 | 5  | Internazionale          |
| 15  | Bandera de la Ciudad de Buenos Aires    | Nicolás Otamendi      | Defensa        | 22 años | 7  | 0  | Vélez Sarsfield         |
| 5   | Bandera de la Provincia de Córdoba      | Mario Bolatti         | Centrocampista | 25 años | 5  | 1  | Fiorentina              |
| 7   | Bandera de la Provincia de Santa Fe     | Ángel Di María        | Centrocampista | 22 años | 8  | 1  | Benfica                 |
| 8   | Bandera de la Provincia de Buenos Aires | Juan Sebastián Verón  | Centrocampista | 35 años | 70 | 9  | Estudiantes de La Plata |
| 14  | Bandera de la Provincia de Santa Fe     | Javier Mascherano     | Centrocampista | 26 años | 57 | 2  | Liverpool               |
| 17  | Bandera de la Provincia de Buenos Aires | Jonás Gutiérrez       | Centrocampista | 26 años | 16 | 1  | Newcastle United        |
| 20  | Bandera de la Provincia de Santa Fe     | Maximiliano Rodríguez | Centrocampista | 29 años | 36 | 12 | Liverpool               |
| 23  | Bandera de la Provincia de Córdoba      | Javier Pastore        | Centrocampista | 20 años | 1  | 0  | Palermo                 |
| 9   | Bandera de Francia                      | Gonzalo Higuaín       | Delantero      | 22 años | 5  | 2  | Real Madrid             |
| 10  | Bandera de la Provincia de Santa Fe     | Lionel Messi 2.º      | Delantero      | 22 años | 45 | 13 | Barcelona               |
| 11  | Bandera de la Provincia de Buenos Aires | Carlos Tévez          | Delantero      | 26 años | 54 | 9  | Manchester City         |
| 16  | Bandera de la Provincia de Buenos Aires | Sergio Agüero         | Delantero      | 22 años | 22 | 8  | Atlético de Madrid      |
| 18  | Bandera de la Provincia de Buenos Aires | Martín Palermo        | Delantero      | 36 años | 14 | 8  | Boca Juniors            |
| 19  | Bandera de la Provincia de Buenos Aires | Diego Milito          | Delantero      | 31 años | 21 | 4  | Internazionale          |
|     | Bandera de la Provincia de Buenos Aires | Diego Maradona        | Entrenador     | 49 años |    |    |                         |

#### Jugadores por liga
| Liga             | Jugadores aportados |
| ---------------- | ------------------- |
| Primera División | 6                   |
| Serie A          | 6                   |
| Premier League   | 4                   |
| Liga BBVA        | 3                   |
| Bundesliga       | 1                   |
| Eredivisie       | 1                   |
| Ligue 1          | 1                   |
| Primeira Liga    | 1                   |

#### Jugadores por provincia
| Provincia       | Jugadores aportados |
| --------------- | ------------------- |
| Buenos Aires    | 7                   |
| Córdoba         | 5                   |
| Santa Fe        | 4                   |
| Capital Federal | 3                   |
| Entre Ríos      | 1                   |
| Mendoza         | 1                   |
| Misiones        | 1                   |
| Extranjero      | 1                   |

### Sparrings
| N.º |                                         | Nombre                 | Posición       | Edad    | PJ | G | Equipo                  |
| --- | --------------------------------------- | ---------------------- | -------------- | ------- | -- | - | ----------------------- |
|     | Bandera de la Provincia de Mendoza      | Esteban Andrada        | Guardameta     | 19 años | 0  | 0 | Lanús                   |
|     | Bandera de la Ciudad de Buenos Aires    | Nicolás Batista        | Defensa        | 19 años | 0  | 0 | San Lorenzo de Almagro  |
|     | Bandera de la Provincia de Buenos Aires | Germán Pezzella        | Defensa        | 18 años | 0  | 0 | River Plate             |
|     | Bandera de la Provincia de Mendoza      | Ramiro Funes Mori      | Defensa        | 19 años | 0  | 0 | River Plate             |
|     | Bandera de la Ciudad de Buenos Aires    | Leandro González Pírez | Defensa        | 18 años | 0  | 0 | River Plate             |
|     | Bandera de la Provincia de Buenos Aires | Hugo Nervo             | Defensa        | 19 años | 0  | 0 | Arsenal                 |
|     | Bandera de la Provincia de Buenos Aires | Nicolás Tagliafico     | Defensa        | 17 años | 0  | 0 | Banfield                |
|     | Bandera de la Provincia de Buenos Aires | Claudio Mosca          | Centrocampista | 19 años | 0  | 0 | Arsenal                 |
|     | Bandera de la Provincia de Buenos Aires | Leandro Chaparro       | Centrocampista | 18 años | 0  | 0 | San Lorenzo de Almagro  |
|     | Bandera de la Provincia de Buenos Aires | Santiago Gallucci      | Centrocampista | 19 años | 0  | 0 | River Plate             |
|     | Bandera de Estados Unidos               | Michael Hoyos          | Centrocampista | 18 años | 0  | 0 | Estudiantes de La Plata |
|     | Bandera de la Ciudad de Buenos Aires    | Luis Fariña            | Centrocampista | 19 años | 0  | 0 | Racing Club             |
|     | Bandera de la Provincia de Buenos Aires | Facundo Ferreyra       | Delantero      | 19 años | 0  | 0 | Banfield                |
|     | Bandera de la Provincia de Santa Fe     | Jonatan Bauman         | Delantero      | 19 años | 0  | 0 | Colón                   |
|     | Bandera de la Provincia de Buenos Aires | Juan Iturbe            | Delantero      | 17 años | 0  | 0 | Cerro Porteño           |

## Participación
- Los horarios son correspondientes a la Hora estándar de Sudáfrica (UTC+2).

### Partidos
| Fecha       | Lugar           | Instancia        |           |                      | Resultado |                          |               |
| ----------- | --------------- | ---------------- | --------- | -------------------- | --------- | ------------------------ | ------------- |
| 12 de junio | Johannesburgo   | Fase de grupos   | Argentina | Bandera de Argentina | 1:0 (1:0) | Bandera de Nigeria       | Nigeria       |
| 17 de junio | Johannesburgo   | Fase de grupos   | Argentina | Bandera de Argentina | 4:1 (2:1) | Bandera de Corea del Sur | Corea del Sur |
| 22 de junio | Polokwane       | Fase de grupos   | Grecia    | Bandera de Grecia    | 0:2 (0:0) | Bandera de Argentina     | Argentina     |
| 27 de junio | Johannesburgo   | Octavos de final | Argentina | Bandera de Argentina | 3:1 (2:0) | Bandera de México        | México        |
| 3 de julio  | Ciudad del Cabo | Cuartos de final | Alemania  | Bandera de Alemania  | 4:0 (1:0) | Bandera de Argentina     | Argentina     |

### Fase de grupos - Grupo B
| Selección     | Pts | PJ | PG | PE | PP | GF | GC | Dif |
| ------------- | --- | -- | -- | -- | -- | -- | -- | --- |
| Argentina     | 9   | 3  | 3  | 0  | 0  | 7  | 1  | 6   |
| Corea del Sur | 4   | 3  | 1  | 1  | 1  | 5  | 6  | −1  |
| Grecia        | 3   | 3  | 1  | 0  | 2  | 2  | 5  | −3  |
| Nigeria       | 1   | 3  | 0  | 1  | 2  | 3  | 5  | −2  |

|  | Clasificados a los octavos de final. |

#### Argentina vs. Nigeria
El partido inaugural para Argentina en el mundial fue ante Nigeria el 12 de junio de 2010 en Johannesburgo.
La primera llegada del partido fue para los africanos pero rápidamente Argentina logró controlar el partido. A los 6 minutos Lionel Messi remató desde el borde del área pero increíblemente Vincent Enyeama mando la pelota al córner. De ese mismo saque de esquina Gabriel Heinze de palomita marcó el primer gol tras un centro realizado por Juan Sebastián Verón. Minutos más tarde, Messi, con una de sus típicas jugadas comenzó desde el lateral, controló la pelota y definió rasante al palo pero nuevamente Enyeama se lució y le ahogó el gol al rosarino. Cuando se terminaba la primera mitad Ángel Di María le dio un pase a Messi, que elude a su rival pero se vuelve a encontrar con el portero nigeriano.
En el segundo tiempo siguió dominando la albiceleste. La primera situación de riesgo fue luego de una larga corrida de Tévez, Higuaín inteligentemente deja pasar la asistencia del apache y el que recibe es Messi que se prepara y remata desviado. En los últimos 15 minutos Nigeria atacó y tuvo tres ocasiones de gol. Todas ellas fueron disparos de larga distancia.
El resultado pudo ser mucho mayor pero en reiteradas ocasiones el portero nigeriano Vincent Enyeama, la figura del partido, le ahogó el gol a los argentinos. De esta manera, Argentina siguió con la racha de que de los 14 partidos en los que se fue al descanso ganando en Copas del Mundo por 1-0, los ganó a todos y también ganando los 3 que disputó con Nigeria en este torneo incluyendo años anteriores.
| 12 de junio, 16:00 | Argentina | 1:0 (1:0) | Nigeria | Estadio Ellis Park, Johannesburgo                          |                                                            |
|                    | Heinze 6' | Reporte   |         | Asistencia: 55 686 espectadores Árbitro(s): Wolfgang Stark | Asistencia: 55 686 espectadores Árbitro(s): Wolfgang Stark |

| 22         | Guardameta     | Sergio Romero        |     |
| 2          | Defensa        | Martín Demichelis    |     |
| 6          | Defensa        | Gabriel Heinze       |     |
| 13         | Defensa        | Walter Samuel        |     |
| 7          | Centrocampista | Ángel Di María       | 85' |
| 8          | Centrocampista | Juan Sebastián Verón | 74' |
| 14         | Centrocampista | Javier Mascherano    |     |
| 17         | Centrocampista | Jonás Gutiérrez      |     |
| 9          | Delantero      | Gonzalo Higuaín      | 79' |
| 10         | Delantero      | Lionel Messi         |     |
| 11         | Delantero      | Carlos Tévez         |     |
| Entrenador | Entrenador     | Diego Maradona       |     |

| 1          | Guardameta     | Vincent Enyeama  |     |
| 2          | Defensa        | Joseph Yobo      |     |
| 3          | Defensa        | Taye Taiwo       | 75' |
| 6          | Defensa        | Danny Shittu     |     |
| 17         | Defensa        | Chidi Odiah      |     |
| 14         | Centrocampista | Sani Kaita       |     |
| 15         | Centrocampista | Lukman Haruna    |     |
| 20         | Centrocampista | Dickson Etuhu    |     |
| 8          | Delantero      | Yakubu Aiyegbeni |     |
| 18         | Delantero      | Victor Obinna    | 52' |
| 19         | Delantero      | Chinedu Obasi    | 60' |
| Entrenador | Entrenador     | Lars Lagerbäck   |     |

| 20 | Centrocampista | Maxi Rodríguez   | 74' |
| 19 | Delantero      | Diego Milito     | 79' |
| 4  | Defensa        | Nicolás Burdisso | 85' |

| 9  | Delantero | Obafemi Martins  | 52' |
| 11 | Delantero | Peter Odemwingie | 60' |
| 12 | Delantero | Kalu Uche        | 75' |

| Anotado | 6' | Gabriel Heinze | 1:0 |

| Amonestado | 41' | Jonás Gutiérrez |

| Amonestado | 77' | Lukman Haruna |

| Árbitro             | Wolfgang Stark     |
| Árbitros asistentes | Jan-Hendrik Salver |
| Árbitros asistentes | Mike Pickel        |
| Cuarto árbitro      | Khalil Al Ghamdi   |
| Quinto árbitro      | Hassan Kamranifar  |

| 22         | Guardameta     | Sergio Romero        |     |
| 2          | Defensa        | Martín Demichelis    |     |
| 6          | Defensa        | Gabriel Heinze       |     |
| 13         | Defensa        | Walter Samuel        |     |
| 7          | Centrocampista | Ángel Di María       | 85' |
| 8          | Centrocampista | Juan Sebastián Verón | 74' |
| 14         | Centrocampista | Javier Mascherano    |     |
| 17         | Centrocampista | Jonás Gutiérrez      |     |
| 9          | Delantero      | Gonzalo Higuaín      | 79' |
| 10         | Delantero      | Lionel Messi         |     |
| 11         | Delantero      | Carlos Tévez         |     |
| Entrenador | Entrenador     | Diego Maradona       |     |

| 1          | Guardameta     | Vincent Enyeama  |     |
| 2          | Defensa        | Joseph Yobo      |     |
| 3          | Defensa        | Taye Taiwo       | 75' |
| 6          | Defensa        | Danny Shittu     |     |
| 17         | Defensa        | Chidi Odiah      |     |
| 14         | Centrocampista | Sani Kaita       |     |
| 15         | Centrocampista | Lukman Haruna    |     |
| 20         | Centrocampista | Dickson Etuhu    |     |
| 8          | Delantero      | Yakubu Aiyegbeni |     |
| 18         | Delantero      | Victor Obinna    | 52' |
| 19         | Delantero      | Chinedu Obasi    | 60' |
| Entrenador | Entrenador     | Lars Lagerbäck   |     |

| 20 | Centrocampista | Maxi Rodríguez   | 74' |
| 19 | Delantero      | Diego Milito     | 79' |
| 4  | Defensa        | Nicolás Burdisso | 85' |

| 9  | Delantero | Obafemi Martins  | 52' |
| 11 | Delantero | Peter Odemwingie | 60' |
| 12 | Delantero | Kalu Uche        | 75' |

| Anotado | 6' | Gabriel Heinze | 1:0 |

| Amonestado | 41' | Jonás Gutiérrez |

| Amonestado | 77' | Lukman Haruna |

| Árbitro             | Wolfgang Stark     |
| Árbitros asistentes | Jan-Hendrik Salver |
| Árbitros asistentes | Mike Pickel        |
| Cuarto árbitro      | Khalil Al Ghamdi   |
| Quinto árbitro      | Hassan Kamranifar  |

| Estadísticas      | Bandera de Argentina | Bandera de Nigeria |
| Tiros             | 24                   | 11                 |
| Tiros a puerta    | 7                    | 1                  |
| Faltas            | 7                    | 8                  |
| Saques de esquina | 10                   | 4                  |
| Penaltis          | 0                    | 0                  |
| Fueras de juego   | 0                    | 0                  |
| Posesión de balón | 58%                  | 42%                |

#### Argentina vs. Corea del Sur
El segundo enfrentamiento también celebrado en Johannesburgo, cinco días después del primero fue ante Corea del Sur. Apenas a los 17 minutos Park Chu-Young abrió el marcador con un gol en contra. Pasada la media hora de juego Gonzalo Higuaín anotó el segundo y cuando parecía que Argentina tenía todo controlado Martín Demichelis cometió un grosero error que fue aprovechado por Lee Chung-Yong para anotar el descuento transitorio. Ya en los últimos 45 minutos el arquero Jung Sung-ryong en dos ocasiones evitó los goles primero de Higuaín y luego de Tévez. 
La tranquilidad argentina llegó en los 15 minutos finales cuando sendos tantos de Higuaín a los 76 y a los 80 minutos pusieron el 4 a 1 final.
| 17 de junio, 13:30 | Argentina                                         | 4:1 (2:1) | Corea del Sur        | Estadio Soccer City, Johannesburgo                             |                                                                |
|                    | Park Chu-young 17' (a.g.) · Higuaín 33', 76', 80' | Reporte   | Lee Chung-yong 45+1' | Asistencia: 82 174 espectadores Árbitro(s): Frank de Bleeckere | Asistencia: 82 174 espectadores Árbitro(s): Frank de Bleeckere |

| 22         | Guardameta     | Sergio Romero     |     |
| 2          | Defensa        | Martín Demichelis |     |
| 6          | Defensa        | Gabriel Heinze    |     |
| 13         | Defensa        | Walter Samuel     | 23' |
| 7          | Centrocampista | Ángel Di María    |     |
| 14         | Centrocampista | Javier Mascherano |     |
| 17         | Centrocampista | Jonás Gutiérrez   |     |
| 20         | Centrocampista | Maxi Rodríguez    |     |
| 9          | Delantero      | Gonzalo Higuaín   | 82' |
| 10         | Delantero      | Lionel Messi      |     |
| 11         | Delantero      | Carlos Tévez      | 75' |
| Entrenador | Entrenador     | Diego Maradona    |     |

| 18         | Guardameta     | Jung Sung-ryong |     |
| 2          | Defensa        | Oh Beom-seok    |     |
| 4          | Defensa        | Cho Yong-hyung  |     |
| 12         | Defensa        | Lee Young-pyo   |     |
| 14         | Defensa        | Lee Jung-soo    |     |
| 7          | Centrocampista | Park Ji-sung    |     |
| 8          | Centrocampista | Kim Jung-woo    |     |
| 16         | Centrocampista | Ki Sung-yueng   | 46' |
| 17         | Centrocampista | Lee Chung-yong  |     |
| 19         | Centrocampista | Yeom Ki-hun     |     |
| 10         | Delantero      | Park Chu-young  | 81' |
| Entrenador | Entrenador     | Huh Jung-moo    |     |

| 4  | Defensa        | Nicolás Burdisso | 23' |
| 16 | Delantero      | Sergio Agüero    | 75' |
| 5  | Centrocampista | Mario Bolatti    | 82' |

| 5  | Centrocampista | Kim Nam-il    | 46' |
| 20 | Delantero      | Lee Dong-gook | 81' |

| Anotado · Autogol | 17' | Park Chu-young  | 1:0 |
| Anotado           | 33' | Gonzalo Higuaín | 2:0 |
| Anotado           | 76' | Gonzalo Higuaín | 3:1 |
| Anotado           | 80' | Gonzalo Higuaín | 4:1 |

| Anotado | 45+1' | Lee Chung-yong | 2:1 |

| Amonestado | 54' | Jonás Gutiérrez   |
| Amonestado | 55' | Javier Mascherano |
| Amonestado | 74' | Gabriel Heinze    |

| Amonestado | 10' | Yeom Ki-hun    |
| Amonestado | 34' | Lee Chung-yong |

| Árbitro             | Frank de Bleeckere  |
| Árbitros asistentes | Peter Hermans       |
| Árbitros asistentes | Walter Vromans      |
| Cuarto árbitro      | Jerome Damon        |
| Quinto árbitro      | Celestin Ntagungira |

| 22         | Guardameta     | Sergio Romero     |     |
| 2          | Defensa        | Martín Demichelis |     |
| 6          | Defensa        | Gabriel Heinze    |     |
| 13         | Defensa        | Walter Samuel     | 23' |
| 7          | Centrocampista | Ángel Di María    |     |
| 14         | Centrocampista | Javier Mascherano |     |
| 17         | Centrocampista | Jonás Gutiérrez   |     |
| 20         | Centrocampista | Maxi Rodríguez    |     |
| 9          | Delantero      | Gonzalo Higuaín   | 82' |
| 10         | Delantero      | Lionel Messi      |     |
| 11         | Delantero      | Carlos Tévez      | 75' |
| Entrenador | Entrenador     | Diego Maradona    |     |

| 18         | Guardameta     | Jung Sung-ryong |     |
| 2          | Defensa        | Oh Beom-seok    |     |
| 4          | Defensa        | Cho Yong-hyung  |     |
| 12         | Defensa        | Lee Young-pyo   |     |
| 14         | Defensa        | Lee Jung-soo    |     |
| 7          | Centrocampista | Park Ji-sung    |     |
| 8          | Centrocampista | Kim Jung-woo    |     |
| 16         | Centrocampista | Ki Sung-yueng   | 46' |
| 17         | Centrocampista | Lee Chung-yong  |     |
| 19         | Centrocampista | Yeom Ki-hun     |     |
| 10         | Delantero      | Park Chu-young  | 81' |
| Entrenador | Entrenador     | Huh Jung-moo    |     |

| 4  | Defensa        | Nicolás Burdisso | 23' |
| 16 | Delantero      | Sergio Agüero    | 75' |
| 5  | Centrocampista | Mario Bolatti    | 82' |

| 5  | Centrocampista | Kim Nam-il    | 46' |
| 20 | Delantero      | Lee Dong-gook | 81' |

| Anotado · Autogol | 17' | Park Chu-young  | 1:0 |
| Anotado           | 33' | Gonzalo Higuaín | 2:0 |
| Anotado           | 76' | Gonzalo Higuaín | 3:1 |
| Anotado           | 80' | Gonzalo Higuaín | 4:1 |

| Anotado | 45+1' | Lee Chung-yong | 2:1 |

| Amonestado | 54' | Jonás Gutiérrez   |
| Amonestado | 55' | Javier Mascherano |
| Amonestado | 74' | Gabriel Heinze    |

| Amonestado | 10' | Yeom Ki-hun    |
| Amonestado | 34' | Lee Chung-yong |

| Árbitro             | Frank de Bleeckere  |
| Árbitros asistentes | Peter Hermans       |
| Árbitros asistentes | Walter Vromans      |
| Cuarto árbitro      | Jerome Damon        |
| Quinto árbitro      | Celestin Ntagungira |

| Estadísticas      | Bandera de Argentina | Bandera de Corea del Sur |
| Tiros             | 22                   | 13                       |
| Tiros a puerta    | 11                   | 2                        |
| Faltas            | 19                   | 19                       |
| Saques de esquina | 6                    | 2                        |
| Penaltis          | 0                    | 0                        |
| Fueras de juego   | 4                    | 0                        |
| Posesión de balón | 57%                  | 43%                      |

#### Grecia vs. Argentina
Con siete cambios, La Albiceleste afrontó el tercer encuentro ante Grecia. El Estadio Peter Mokaba fue el escenario del mismo. Por primera vez, Lionel Messi fue el capitán del equipo ya que el técnico Diego Maradona decidió darle descanso a Javier Mascherano. Una de las primeras jugadas del partido estuvo en los pies de Agüero a los 18 minutos pero finalmente su disparo no pasó a mayores. Al minuto siguiente un remate potente de Verón fue detenido por el guardameta Tzorvas que lo mandó al córner. Cuando se terminaba el primer tiempo hubo una doble jugada para Argentina. Primero Maxi Rodríguez remató, la pelota le llegó a Messi que definió de afuera del área sin encontrar el gol. En el segundo tiempo Grecia tuvo una pobre chance desperdiciada por su número 7 que le pego mal a la pelota.
En un partido en que no se sacaban diferencias Martín Demichelis cabeceó en el área pero la pelota rebotó en Diego Milito, el mismo Demichelis con un derechazo potente fusiló el arco helénico para abrir el marcador. Con Palermo en cancha, luego del gol, Messi tuvo otra chance pero su tiro se estrelló en el palo. Y a los 89 minutos Martín Palermo se cubrió de gloria al anotar el 2-0, el gol del Titán fue muy emotivo y festejado porque es un jugador muy querido en Argentina.
| 22 de junio, 20:30 | Grecia | 0:2 (0:0) | Argentina                    | Estadio Peter Mokaba, Polokwane                             |                                                             |
|                    |        | Reporte   | Demichelis 77' · Palermo 89' | Asistencia: 38 891 espectadores Árbitro(s): Ravshan Irmatov | Asistencia: 38 891 espectadores Árbitro(s): Ravshan Irmatov |

| 12         | Guardameta     | Alexandros Tzorvas        |     |
| 5          | Defensa        | Vangelis Moras            |     |
| 8          | Defensa        | Avraam Papadopoulos       |     |
| 11         | Defensa        | Loukas Vyntra             |     |
| 15         | Defensa        | Vasilis Torosidis         | 55' |
| 16         | Defensa        | Sotirios Kyrgiakos        |     |
| 19         | Defensa        | Sokratis Papastathopoulos |     |
| 6          | Centrocampista | Alexandros Tziolis        |     |
| 10         | Centrocampista | Giorgos Karagounis        | 46' |
| 21         | Centrocampista | Konstantinos Katsouranis  | 54' |
| 7          | Delantero      | Geórgios Samarás          |     |
| Entrenador | Entrenador     | Otto Rehhagel             |     |

| 22         | Guardameta     | Sergio Romero        |     |
| 2          | Defensa        | Martín Demichelis    |     |
| 3          | Defensa        | Clemente Rodríguez   |     |
| 4          | Defensa        | Nicolás Burdisso     |     |
| 15         | Defensa        | Nicolás Otamendi     |     |
| 5          | Centrocampista | Mario Bolatti        |     |
| 8          | Centrocampista | Juan Sebastián Verón |     |
| 20         | Centrocampista | Maxi Rodríguez       | 63' |
| 10         | Delantero      | Lionel Messi         |     |
| 16         | Delantero      | Sergio Agüero        | 77' |
| 19         | Delantero      | Diego Milito         | 80' |
| Entrenador | Entrenador     | Diego Maradona       |     |

| 4  | Defensa        | Nikos Spiropoulos     | 46' |
| 18 | Centrocampista | Sotiris Ninis         | 54' |
| 3  | Defensa        | Christos Patsatzoglou | 55' |

| 7  | Centrocampista | Ángel Di María | 63' |
| 23 | Centrocampista | Javier Pastore | 77' |
| 18 | Delantero      | Martín Palermo | 80' |

| Anotado | 77' | Martín Demichelis | 0:1 |
| Anotado | 89' | Martín Palermo    | 0:2 |

| Amonestado | 30' | Konstantinos Katsouranis |

| Amonestado | 76' | Mario Bolatti |

| Árbitro             | Ravshan Irmatov    |
| Árbitros asistentes | Rafael Ilyasov     |
| Árbitros asistentes | Bakhadyr Kochkarov |
| Cuarto árbitro      | Peter O'Leary      |
| Quinto árbitro      | Matthew Taro       |

| 12         | Guardameta     | Alexandros Tzorvas        |     |
| 5          | Defensa        | Vangelis Moras            |     |
| 8          | Defensa        | Avraam Papadopoulos       |     |
| 11         | Defensa        | Loukas Vyntra             |     |
| 15         | Defensa        | Vasilis Torosidis         | 55' |
| 16         | Defensa        | Sotirios Kyrgiakos        |     |
| 19         | Defensa        | Sokratis Papastathopoulos |     |
| 6          | Centrocampista | Alexandros Tziolis        |     |
| 10         | Centrocampista | Giorgos Karagounis        | 46' |
| 21         | Centrocampista | Konstantinos Katsouranis  | 54' |
| 7          | Delantero      | Geórgios Samarás          |     |
| Entrenador | Entrenador     | Otto Rehhagel             |     |

| 22         | Guardameta     | Sergio Romero        |     |
| 2          | Defensa        | Martín Demichelis    |     |
| 3          | Defensa        | Clemente Rodríguez   |     |
| 4          | Defensa        | Nicolás Burdisso     |     |
| 15         | Defensa        | Nicolás Otamendi     |     |
| 5          | Centrocampista | Mario Bolatti        |     |
| 8          | Centrocampista | Juan Sebastián Verón |     |
| 20         | Centrocampista | Maxi Rodríguez       | 63' |
| 10         | Delantero      | Lionel Messi         |     |
| 16         | Delantero      | Sergio Agüero        | 77' |
| 19         | Delantero      | Diego Milito         | 80' |
| Entrenador | Entrenador     | Diego Maradona       |     |

| 4  | Defensa        | Nikos Spiropoulos     | 46' |
| 18 | Centrocampista | Sotiris Ninis         | 54' |
| 3  | Defensa        | Christos Patsatzoglou | 55' |

| 7  | Centrocampista | Ángel Di María | 63' |
| 23 | Centrocampista | Javier Pastore | 77' |
| 18 | Delantero      | Martín Palermo | 80' |

| Anotado | 77' | Martín Demichelis | 0:1 |
| Anotado | 89' | Martín Palermo    | 0:2 |

| Amonestado | 30' | Konstantinos Katsouranis |

| Amonestado | 76' | Mario Bolatti |

| Árbitro             | Ravshan Irmatov    |
| Árbitros asistentes | Rafael Ilyasov     |
| Árbitros asistentes | Bakhadyr Kochkarov |
| Cuarto árbitro      | Peter O'Leary      |
| Quinto árbitro      | Matthew Taro       |

| Estadísticas      | Bandera de Grecia | Bandera de Argentina |
| Tiros             | 7                 | 22                   |
| Tiros a puerta    | 3                 | 12                   |
| Faltas            | 15                | 8                    |
| Saques de esquina | 1                 | 10                   |
| Penaltis          | 0                 | 0                    |
| Fueras de juego   | 0                 | 2                    |
| Posesión de balón | 33%               | 67%                  |

### Octavos de final

#### Argentina vs. México
Por tercera vez en la historia y por segunda vez consecutiva en octavos de final la Selección de fútbol de Argentina debía enfrentar al combinado mexicano. El encuentro jugado en Johannesburgo el 27 de junio de 2010 fue arbitrado por el italiano Roberto Rosetti.
Con el correr de los minutos Argentina comenzó a ir más hacia el arco rival y concretó el primer gol. El "apache" Carlos Tévez en clara posición adelantada recibió un centro de Messi y cabeceó solo al arco. La pantalla gigante con la que contaba el estadio mostró la jugada, y al verla, los jugadores mexicanos fueron a buscar a Rosetti y al juez de línea pero ambos decidieron validar el gol a pesar del obvio fuera de juego. Siete minutos después Ricardo Osorio se equivocó y le dio un pase a su rival, Gonzalo Higuaín que con una gran jugada individual marcó el segundo tanto. En el segundo tiempo Carlos Tévez con un remate impresionante de afuera del área hizo nula la estirada del portero Oscar Pérez marcando el tercer tanto. Tras este gol México pudo controlar durante más tiempo la pelota y consiguió descontar a través del "chicharito" Hernández.
Con el correr de los minutos la diferencia se mantuvo y Argentina pasó de ronda.
| 27 de junio, 20:30 | Argentina                    | 3:1 (2:0) | México        | Estadio Soccer City, Johannesburgo                          |                                                             |
|                    | Tévez 26', 52' · Higuaín 33' | Reporte   | Hernández 71' | Asistencia: 84 377 espectadores Árbitro(s): Roberto Rosetti | Asistencia: 84 377 espectadores Árbitro(s): Roberto Rosetti |

| 22         | Guardameta     | Sergio Romero     |     |
| 2          | Defensa        | Martín Demichelis |     |
| 4          | Defensa        | Nicolás Burdisso  |     |
| 6          | Defensa        | Gabriel Heinze    |     |
| 15         | Defensa        | Nicolás Otamendi  |     |
| 7          | Centrocampista | Ángel Di María    | 79' |
| 14         | Centrocampista | Javier Mascherano |     |
| 20         | Centrocampista | Maxi Rodríguez    | 87' |
| 9          | Delantero      | Gonzalo Higuaín   |     |
| 10         | Delantero      | Lionel Messi      |     |
| 11         | Delantero      | Carlos Tévez      | 69' |
| Entrenador | Entrenador     | Diego Maradona    |     |

| 1          | Guardameta     | Oscar Pérez         |     |
| 2          | Defensa        | Francisco Rodríguez |     |
| 3          | Defensa        | Carlos Salcido      |     |
| 4          | Defensa        | Rafael Márquez      |     |
| 5          | Defensa        | Ricardo Osorio      |     |
| 16         | Defensa        | Efraín Juárez       |     |
| 6          | Centrocampista | Gerardo Torrado     |     |
| 18         | Centrocampista | Andrés Guardado     | 61' |
| 14         | Delantero      | Javier Hernández    |     |
| 17         | Delantero      | Giovani dos Santos  |     |
| 21         | Delantero      | Adolfo Bautista     | 46' |
| Entrenador | Entrenador     | Javier Aguirre      |     |

| 8  | Centrocampista | Juan Sebastián Verón | 69' |
| 17 | Centrocampista | Jonás Gutiérrez      | 79' |
| 23 | Centrocampista | Javier Pastore       | 87' |

| 7 | Centrocampista | Pablo Barrera    | 46' |
| 9 | Delantero      | Guillermo Franco | 61' |

| Anotado | 26' | Carlos Tévez    | 1:0 |
| Anotado | 33' | Gonzalo Higuaín | 2:0 |
| Anotado | 52' | Carlos Tévez    | 3:0 |

| Anotado | 71' | Javier Hernández | 3:1 |

| Amonestado | 28' | Rafael Márquez |

| Árbitro             | Roberto Rosetti     |
| Árbitros asistentes | Paolo Calcagno      |
| Árbitros asistentes | Stefano Ayroldi     |
| Cuarto árbitro      | Jerome Damon        |
| Quinto árbitro      | Celestin Ntagungira |

| 22         | Guardameta     | Sergio Romero     |     |
| 2          | Defensa        | Martín Demichelis |     |
| 4          | Defensa        | Nicolás Burdisso  |     |
| 6          | Defensa        | Gabriel Heinze    |     |
| 15         | Defensa        | Nicolás Otamendi  |     |
| 7          | Centrocampista | Ángel Di María    | 79' |
| 14         | Centrocampista | Javier Mascherano |     |
| 20         | Centrocampista | Maxi Rodríguez    | 87' |
| 9          | Delantero      | Gonzalo Higuaín   |     |
| 10         | Delantero      | Lionel Messi      |     |
| 11         | Delantero      | Carlos Tévez      | 69' |
| Entrenador | Entrenador     | Diego Maradona    |     |

| 1          | Guardameta     | Oscar Pérez         |     |
| 2          | Defensa        | Francisco Rodríguez |     |
| 3          | Defensa        | Carlos Salcido      |     |
| 4          | Defensa        | Rafael Márquez      |     |
| 5          | Defensa        | Ricardo Osorio      |     |
| 16         | Defensa        | Efraín Juárez       |     |
| 6          | Centrocampista | Gerardo Torrado     |     |
| 18         | Centrocampista | Andrés Guardado     | 61' |
| 14         | Delantero      | Javier Hernández    |     |
| 17         | Delantero      | Giovani dos Santos  |     |
| 21         | Delantero      | Adolfo Bautista     | 46' |
| Entrenador | Entrenador     | Javier Aguirre      |     |

| 8  | Centrocampista | Juan Sebastián Verón | 69' |
| 17 | Centrocampista | Jonás Gutiérrez      | 79' |
| 23 | Centrocampista | Javier Pastore       | 87' |

| 7 | Centrocampista | Pablo Barrera    | 46' |
| 9 | Delantero      | Guillermo Franco | 61' |

| Anotado | 26' | Carlos Tévez    | 1:0 |
| Anotado | 33' | Gonzalo Higuaín | 2:0 |
| Anotado | 52' | Carlos Tévez    | 3:0 |

| Anotado | 71' | Javier Hernández | 3:1 |

| Amonestado | 28' | Rafael Márquez |

| Árbitro             | Roberto Rosetti     |
| Árbitros asistentes | Paolo Calcagno      |
| Árbitros asistentes | Stefano Ayroldi     |
| Cuarto árbitro      | Jerome Damon        |
| Quinto árbitro      | Celestin Ntagungira |

| Estadísticas      | Bandera de Argentina | Bandera de México |
| Tiros             | 11                   | 16                |
| Tiros a puerta    | 6                    | 6                 |
| Faltas            | 11                   | 26                |
| Saques de esquina | 2                    | 5                 |
| Penaltis          | 0                    | 0                 |
| Fueras de juego   | 1                    | 2                 |
| Posesión de balón | 52%                  | 48%               |

### Cuartos de final

#### Argentina vs. Alemania
El 3 de julio en Ciudad del Cabo, Argentina enfrentó a Alemania. Ravshan Irmatov de Uzbekistán fue designado para dirigir el encuentro. El mismo árbitro estuvo presente en el encuentro ante Grecia y recibió muchas críticas por parte de Diego Maradona.
Apenas a los 2 minutos de juego Nicolás Otamendi, que estuvo impreciso gran parte del partido ya que fue alineado por el DT Diego Maradona como lateral derecho cuando su posición de juego es de defensor central, cometió una falta y fue amonestado. Bastian Schweinsteiger realizó el tiro libre y el mismo Otamendi regaló la marca de Thomas Müller, que adelanto rápidamente al conjunto Alemán. Desde ese momento Argentina no pudo hacer pie en el encuentro, aunque mejoró un poco con el correr de los minutos sus ataques no eran nada serio. Al comienzo de la segunda etapa Argentina salió decidida y tuvo su mejor chance con un remate de Ángel Di María que paso muy cerca del arco alemán. Jugado a empatar, claramente Argentina mejoró y comenzó a tener más chances de gol pero en el mejor momento albiceleste, Alemania que apostaba a defenderse y contraatacar marcó la diferencia. Así fue como en los últimos 25 minutos Miroslav Klose, Friedrich y otra vez Klose pusieron el 4:0 final.
Quizá la diferencia en el resultado fue demasiada con respecto al juego del partido pero lo cierto es que Argentina intentó atacar, con más corazón que fútbol, pero no alcanzó ya que los ataques alemanes eran contundentes ante un equipo más que desordenado.
| 3 de julio, 16:00 | Argentina | 0:4 (0:1) | Alemania                                   | Estadio Green Point, Ciudad del Cabo                        |                                                             |
|                   |           | Reporte   | Müller 3' · Klose 68', 89' · Friedrich 74' | Asistencia: 64 100 espectadores Árbitro(s): Ravshan Irmatov | Asistencia: 64 100 espectadores Árbitro(s): Ravshan Irmatov |

| 22         | Guardameta     | Sergio Romero     |     |
| 2          | Defensa        | Martín Demichelis |     |
| 4          | Defensa        | Nicolás Burdisso  |     |
| 6          | Defensa        | Gabriel Heinze    |     |
| 15         | Defensa        | Nicolás Otamendi  | 70' |
| 7          | Centrocampista | Ángel Di María    | 75' |
| 14         | Centrocampista | Javier Mascherano |     |
| 20         | Centrocampista | Maxi Rodríguez    |     |
| 9          | Delantero      | Gonzalo Higuaín   |     |
| 10         | Delantero      | Lionel Messi      |     |
| 11         | Delantero      | Carlos Tévez      |     |
| Entrenador | Entrenador     | Diego Maradona    |     |

| 1          | Guardameta     | Manuel Neuer           |     |
| 3          | Defensa        | Arne Friedrich         |     |
| 16         | Defensa        | Philipp Lahm           |     |
| 17         | Defensa        | Per Mertesacker        |     |
| 20         | Defensa        | Jérôme Boateng         | 72' |
| 6          | Centrocampista | Sami Khedira           | 77' |
| 7          | Centrocampista | Bastian Schweinsteiger |     |
| 8          | Centrocampista | Mesut Özil             |     |
| 13         | Centrocampista | Thomas Müller          | 84' |
| 10         | Delantero      | Lukas Podolski         |     |
| 11         | Delantero      | Miroslav Klose         |     |
| Entrenador | Entrenador     | Joachim Löw            |     |

| 23 | Centrocampista | Javier Pastore | 70' |
| 16 | Delantero      | Sergio Agüero  | 75' |

| 2  | Defensa        | Marcell Jansen   | 72' |
| 18 | Centrocampista | Toni Kroos       | 77' |
| 15 | Centrocampista | Piotr Trochowski | 84' |

| Anotado | 3'  | Thomas Müller  | 0:1 |
| Anotado | 68' | Miroslav Klose | 0:2 |
| Anotado | 74' | Arne Friedrich | 0:3 |
| Anotado | 89' | Miroslav Klose | 0:4 |

| Amonestado | 11' | Nicolás Otamendi  |
| Amonestado | 80' | Javier Mascherano |

| Amonestado | 35' | Thomas Müller |

| Árbitro             | Ravshan Irmatov    |
| Árbitros asistentes | Rafael Ilyasov     |
| Árbitros asistentes | Bakhadyr Kochkarov |
| Cuarto árbitro      | Jerome Damon       |
| Quinto árbitro      | Enock Molefe       |

| 22         | Guardameta     | Sergio Romero     |     |
| 2          | Defensa        | Martín Demichelis |     |
| 4          | Defensa        | Nicolás Burdisso  |     |
| 6          | Defensa        | Gabriel Heinze    |     |
| 15         | Defensa        | Nicolás Otamendi  | 70' |
| 7          | Centrocampista | Ángel Di María    | 75' |
| 14         | Centrocampista | Javier Mascherano |     |
| 20         | Centrocampista | Maxi Rodríguez    |     |
| 9          | Delantero      | Gonzalo Higuaín   |     |
| 10         | Delantero      | Lionel Messi      |     |
| 11         | Delantero      | Carlos Tévez      |     |
| Entrenador | Entrenador     | Diego Maradona    |     |

| 1          | Guardameta     | Manuel Neuer           |     |
| 3          | Defensa        | Arne Friedrich         |     |
| 16         | Defensa        | Philipp Lahm           |     |
| 17         | Defensa        | Per Mertesacker        |     |
| 20         | Defensa        | Jérôme Boateng         | 72' |
| 6          | Centrocampista | Sami Khedira           | 77' |
| 7          | Centrocampista | Bastian Schweinsteiger |     |
| 8          | Centrocampista | Mesut Özil             |     |
| 13         | Centrocampista | Thomas Müller          | 84' |
| 10         | Delantero      | Lukas Podolski         |     |
| 11         | Delantero      | Miroslav Klose         |     |
| Entrenador | Entrenador     | Joachim Löw            |     |

| 23 | Centrocampista | Javier Pastore | 70' |
| 16 | Delantero      | Sergio Agüero  | 75' |

| 2  | Defensa        | Marcell Jansen   | 72' |
| 18 | Centrocampista | Toni Kroos       | 77' |
| 15 | Centrocampista | Piotr Trochowski | 84' |

| Anotado | 3'  | Thomas Müller  | 0:1 |
| Anotado | 68' | Miroslav Klose | 0:2 |
| Anotado | 74' | Arne Friedrich | 0:3 |
| Anotado | 89' | Miroslav Klose | 0:4 |

| Amonestado | 11' | Nicolás Otamendi  |
| Amonestado | 80' | Javier Mascherano |

| Amonestado | 35' | Thomas Müller |

| Árbitro             | Ravshan Irmatov    |
| Árbitros asistentes | Rafael Ilyasov     |
| Árbitros asistentes | Bakhadyr Kochkarov |
| Cuarto árbitro      | Jerome Damon       |
| Quinto árbitro      | Enock Molefe       |

| Estadísticas      | Bandera de Argentina | Bandera de Alemania |
| Tiros             | 20                   | 18                  |
| Tiros a puerta    | 7                    | 6                   |
| Faltas            | 20                   | 14                  |
| Saques de esquina | 5                    | 4                   |
| Penaltis          | 0                    | 0                   |
| Fueras de juego   | 5                    | 0                   |
| Posesión de balón | 54%                  | 46%                 |

## Estadísticas

### Goleadores
Tras la eliminación en Cuartos de final, Gonzalo Higuaín finalizó como el jugador con más goles convertido del equipo argentino, con un total de cuatro goles. Al culminar el torneo, quedó en el quinto puesto, por detrás de Diego Forlán, Wesley Sneijder, David Villa y Thomas Müller.
| #     | Jugador           | Anotado | PJ | Prom. | Jugada | Cabeza | Tiro libre | Penal |
| ----- | ----------------- | ------- | -- | ----- | ------ | ------ | ---------- | ----- |
| 1     | Gonzalo Higuaín   | 4       | 4  | 1     | 2      | 2      |            |       |
| 2     | Carlos Tévez      | 2       | 4  | 0.5   | 1      | 1      |            |       |
| 3     | Martín Palermo    | 1       | 1  | 1     | 1      |        |            |       |
|       | Gabriel Heinze    | 1       | 4  | 0.25  |        | 1      |            |       |
|       | Martín Demichelis | 1       | 5  | 0.2   | 1      |        |            |       |
|       | En propia puerta  | 1       | 5  | 0.2   | 1      |        |            |       |
| Total | Total             | 10      | 5  | 2     | 6      | 4      |            |       |

### Asistencias
| #     | Jugador              | Asistencia | Jugada | Cabeza | Tiro libre | Saque de esquina |
| ----- | -------------------- | ---------- | ------ | ------ | ---------- | ---------------- |
| 1     | Diego Milito         | 1          | 1      |        |            |                  |
|       | Juan Sebastián Verón | 1          |        |        |            | 1                |
|       | Lionel Messi         | 1          | 1      |        |            |                  |
|       | Nicolás Burdisso     | 1          |        | 1      |            |                  |
|       | Sergio Agüero        | 1          | 1      |        |            |                  |
| Total | Total                | 5          | 3      | 1      | 0          | 1                |

### Mejores goles
Los goles de Gabriel Heinze a Nigeria por la primera jornada del grupo B y el segundo gol de Carlos Tévez a México por los Octavos de final concluyeron en el décimo y en el cuarto lugar de la votación de los mejores goles del torneo, organizada por la FIFA.
| #    | Jugador                  | Rival         | Minuto | Resultado parcial | Resultado final |
| ---- | ------------------------ | ------------- | ------ | ----------------- | --------------- |
| 1.°  | Diego Forlán             | Alemania      | 51'    | 2:1               | 2:3             |
| 2.°  | Giovanni van Bronckhorst | Uruguay       | 18'    | 1:0               | 3:1             |
| 3.°  | Mesut Özil               | Ghana         | 60'    | 1:0               | 1:0             |
| 4.°  | Carlos Tévez             | México        | 52'    | 3:0               | 3:1             |
| 5.°  | Luis Suárez              | Corea del Sur | 80'    | 2:1               | 2:1             |
| 6.°  | Siphiwe Tshabalala       | México        | 55'    | 1:0               | 1:1             |
| 7.°  | Fabio Quagliarella       | Eslovaquia    | 90'    | 2:3               | 2:3             |
| 8.°  | Lukas Podolski           | Inglaterra    | 32'    | 2:0               | 4:1             |
| 9.°  | Sulley Muntari           | Uruguay       | 45'    | 1:0               | 1:1 (2:4 p.)    |
| 10.° | Gabriel Heinze           | Nigeria       | 6'     | 1:0               | 1:0             |

### Tarjetas disciplinarias

#### Fase de grupos
| #     | Jugador           | Amonestado | Otorgado · Expulsado | Expulsado | Sanción   |
| ----- | ----------------- | ---------- | -------------------- | --------- | --------- |
| 1     | Jonás Gutiérrez   | 2          | 0                    | 0         | 1 partido |
| 2     | Gabriel Heinze    | 1          | 0                    | 0         |           |
|       | Javier Mascherano | 1          | 0                    | 0         |           |
|       | Mario Bolatti     | 1          | 0                    | 0         |           |
| Total | Total             | 5          | 0                    | 0         |           |

#### Fase de eliminación
| #     | Jugador           | Amonestado | Otorgado · Expulsado | Expulsado | Sanción |
| ----- | ----------------- | ---------- | -------------------- | --------- | ------- |
| 1     | Javier Mascherano | 1          | 0                    | 0         |         |
|       | Nicolás Otamendi  | 1          | 0                    | 0         |         |
| Total | Total             | 2          | 0                    | 0         |         |